# Копенгагенские процессы над ведьмами
Копенгагенский процесс над ведьмами 1590 года стал первым крупным судебным разбирательством о колдовстве в Дании. В результате этих судопроизводств 17 человек были казнены через сожжение. Судебные разбирательства были тесно связаны с аналогичными процессами в Шотландии, включая известные северобервикские процессы над ведьмами.

## Предыстория

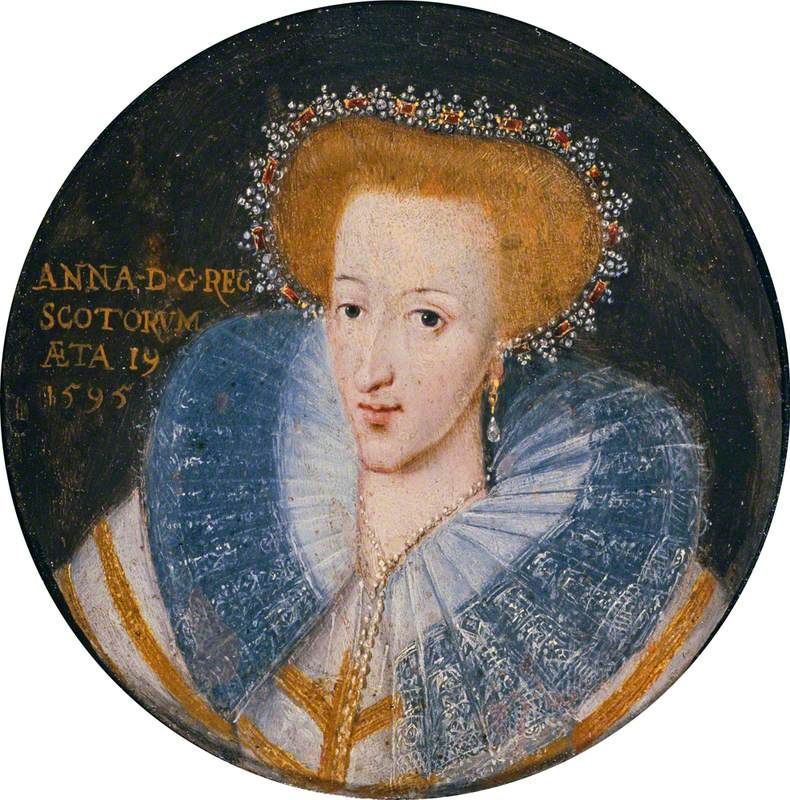
Анна Датская

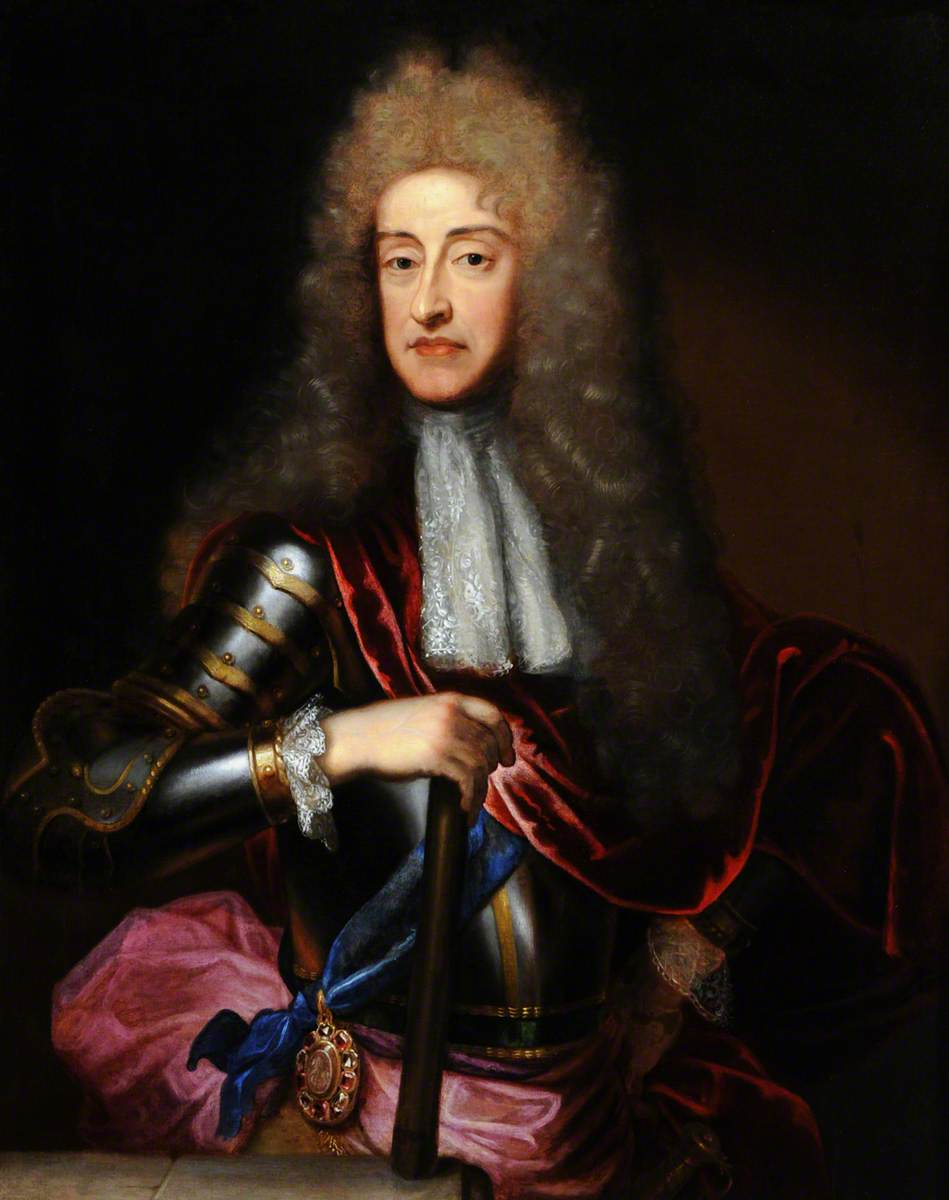
Яков VI

Зимой 1589 года принцесса Анна Датская отплыла из Копенгагена, чтобы выйти замуж за короля Шотландии Якова VI. Однако начался сильный шторм, который едва не потопил её корабль. В итоге судно принцессы причалило в Осло, расположенном в датской провинции Норвегия. Яков VI отправился туда, чтобы встретиться с ней, и свадьба состоялась в Норвегии вместо Шотландии, как изначально планировалось. Весной 1590 года, спустя несколько месяцев, проведённых при датском дворе, Яков VI и Анна отправились в Шотландию. Их возвращение также сопровождалось штормами.
В то время датский двор был глубоко обеспокоен вопросами колдовства и чёрной магии, что, вероятно, произвело большое впечатление на молодого короля Якова.
На тот момент количество процессов против ведьм в Дании оставалось небольшим со времён дела Доритт Нипперс в 1571 году, когда был принят закон, запрещавший местным судам рассматривать дела о колдовстве. Однако интерес к таким процессам возобновился из-за массовых судов над ведьмами в Германии, таких как процессы в Трире, которые широко обсуждались в Дании и освещались в газетах.
Датский министр финансов Кристоффер Валькендорфф был обвинён адмиралом Педером Мунком в том, что королевский корабль был плохо оснащён, что сделало его неспособным противостоять буре.
В свою защиту адмирал Мунк заявил, что причиной шторма стало колдовство ведьм из дома Карен Вееверс («Карен Ткачихи»). Он утверждал, что ведьмы отправили маленьких демонов в пустых бочках, которые забрались на кили кораблей и вызвали бурю.

## Процесс
Основой для этих событий стало признание, сделанное Анне Колдингс. В мае 1590 года Колдингс была заключена в тюрьму в Копенгагене. Её уже признали виновной в колдовстве в деле, не связанном с королевским флотом, и она ожидала своей казни. Анна Колдингс считалась крайне опасной ведьмой и получила прозвище «Мать дьявола». В тюрьме к ней относились как к своеобразной знаменитости, её показывали посетителям. Известно, что она призналась в колдовстве двум священникам и трём женщинам-посетителям во время пребывания в заключении.
Валкендорф, на которого в тот момент возлагалась ответственность за неудачу королевского флота, попросил мэра Копенгагена допросить Колдингс, чтобы выяснить, была ли она причастна к колдовству над флотом.
Под пытками Колдингс описала, как группа женщин собралась в доме Карен, где они вызвали шторм, поразивший корабль принцессы, отправив маленьких дьяволов, которые поднялись по килям кораблей и вызвали бурю.
Анна Колдингс была казнена через сожжение в июле 1590 года. На основании её признаний в том же месяце были арестованы её сообщницы. Колдингс назвала пять других женщин своими сообщницами, среди которых были Малин, жена мэра города Хельсингёра, и Маргрете Якоб Скриверс. Все женщины были арестованы и обвинены. Супруг Скриверс безуспешно пытался защитить её, но также был привлечён к ответственности.

## Итог
Когда Яков и Анна достигли Шотландии, в Северном Бервике состоялся суд над ведьмами, в котором ведьмы были обвинены в королевском нападении, подобно процессу над ведьмами в Копенгагене.